# Pastificio Lucio Garofalo
Il Pastificio Lucio Garofalo, società per azioni, è un'impresa italiana specializzata nella produzione di pasta alimentare secca, fondata nel 1789 a Gragnano, nell'attuale città metropolitana di Napoli, dove tuttora ha la sede legale e stabilimento produttivo.

## Storia
La storia della pasta Garofalo risale alla fine del Settecento. Alcune fonti parlano del 1783. Nel 1789 Michele Garofalo ottiene, per regio decreto di Ferdinando IV, una concessione. Questo favorì lo sviluppo del pastificio, che crebbe sempre di più, tanto che agli inizi del 1920, quando sorsero i primi mulini a Gragnano, il pastificio Garofalo pare che venisse considerato uno dei più grandi pastifici esistenti, con una produzione giornaliera di circa 400 quintali.
L'azienda moderna fu costituita nel 1935, nel centro della cittadina di Gragnano, poi nel 1987 il Pastificio ha costruito nell'area industriale una succursale più all'avanguardia, in cui dal 1993 ha trasferito tutte le sue attività. Dopo una serie di riassetti proprietari, nel 1997 è controllata dalla famiglia Menna, già presente nel capitale sociale dal 1952. Nel 2003 il pastificio sorgeva su un'area di circa 24000 m² e poteva contare su otto linee produttive, una capacità annua complessiva di circa 80000 tonnellate ed oltre 120 addetti. Nel 2012 la società gragnanese ha completato un investimento di 18 milioni di euro per due nuove linee di produzione, incrementando la capacità produttiva di 40.000 tonnellate l'anno, e rilevato due nuovi terreni vicini allo storico stabilimento di via dei Pastai.
Garofalo è stato il primo pastificio in Italia ad essere certificato secondo la normativa ISO 9002.

### Il mercato estero
Da sempre il mercato estero rappresenta un settore di sviluppo strategico per il pastificio di Gragnano, nel quale si presenta sia con linee di prodotti espressamente create per catene internazionali della distribuzione organizzata (come Sainsbury's in Inghilterra, Carrefour e Auchan in tutta Europa e Ito-Yokado in Giappone) sia con marchio proprio per i prodotti di qualità superiore.
Si calcola che Garofalo venda la propria pasta in oltre 60 paesi al mondo. e sia leader nel settore 'premium' in Svezia, Francia, Svizzera, Ucraina, Paesi Bassi e Portogallo
Sulla base dei risultati raggiunti sui mercati stranieri, il pastificio ha aperto due società controllate con l'obiettivo di continuare a seguire lo sviluppo di alcune aree: Garofalo Iberica per il mercato portoghese, Garofalo Espana per quello spagnolo e Garofalo Libano per Africa e Medio Oriente.
Successivamente si è aggiunta anche Garofalo Francia.

### Il mercato italiano
Dal 2006 Pasta Garofalo inizia la sua attività di marketing pubblicitario nel campo del cinema, prima con la sponsorizzazione di alcuni film (tra i quali Commediasexi con Paolo Bonolis e To Rome with Love di Woody Allen) e poi con vere e proprie produzioni di cortometraggi firmati Garofalo e pubblicizzati attraverso il sito ufficiale (20000 iscritti) e la propria pagina Facebook (che conta oltre 87.000 fan). La rete internet è il principale veicolo pubblicitario per l'azienda, la quale ha scelto di rinunciare agli spot televisivi in quanto ritenuti troppo costosi.
Nel 2009 una sentenza dell'Antitrust sanziona tutte le maggiori aziende produttrici, inclusa Garofalo, e associazioni di categoria del settore della produzione della pasta per quasi 12,5 milioni di euro per "intese restrittive della concorrenza".
Il pastificio Garofalo in un comunicato fa sapere che "nel pieno rispetto dell'indagine, si riserva di agire nelle sedi competenti", e "ribadisce con fermezza di non aver mai aderito a presunti accordi di cartello".
Nel 2010 la pasta Garofalo raggiunge una quota di mercato nazionale del 3,2% a volume e del 4,6% a valore.
Nel maggio 2012 viene annunciata l'acquisizione del marchio Russo di Cicciano per un importo di circa 1,1 milioni di euro, in seguito al fallimento nel 2009 dell'omonimo pastificio.
A partire dal 2014 la Pasta Garofalo diventa il secondo main sponsor della Società Sportiva Calcio Napoli.

### In mano spagnola
Nel giugno 2014 il controllo del Pastificio Garofalo passa alla multinazionale spagnola Ebro Foods che acquisisce dalla famiglia Menna il 52% del capitale sociale per un valore complessivo di 62,5 milioni di euro.

## Dati finanziari
Il 2015 ha registrato ricavi per 157 milioni di €. Nel 2017 il fatturato ha toccato i 150 milioni (con un calo del 4,3% rispetto ai 161 milioni del 2016) mentre l'Ebitda è a 23 milioni con un aumento del 5,9%.

## Marchi

### Propri
- Pasta Garofalo
- Russo di Cicciano
- Santa Lucia

### Licenza
- Panzani
- Trader Joe's
- Waitrose